# Zloty Skautów Europy Środkowej

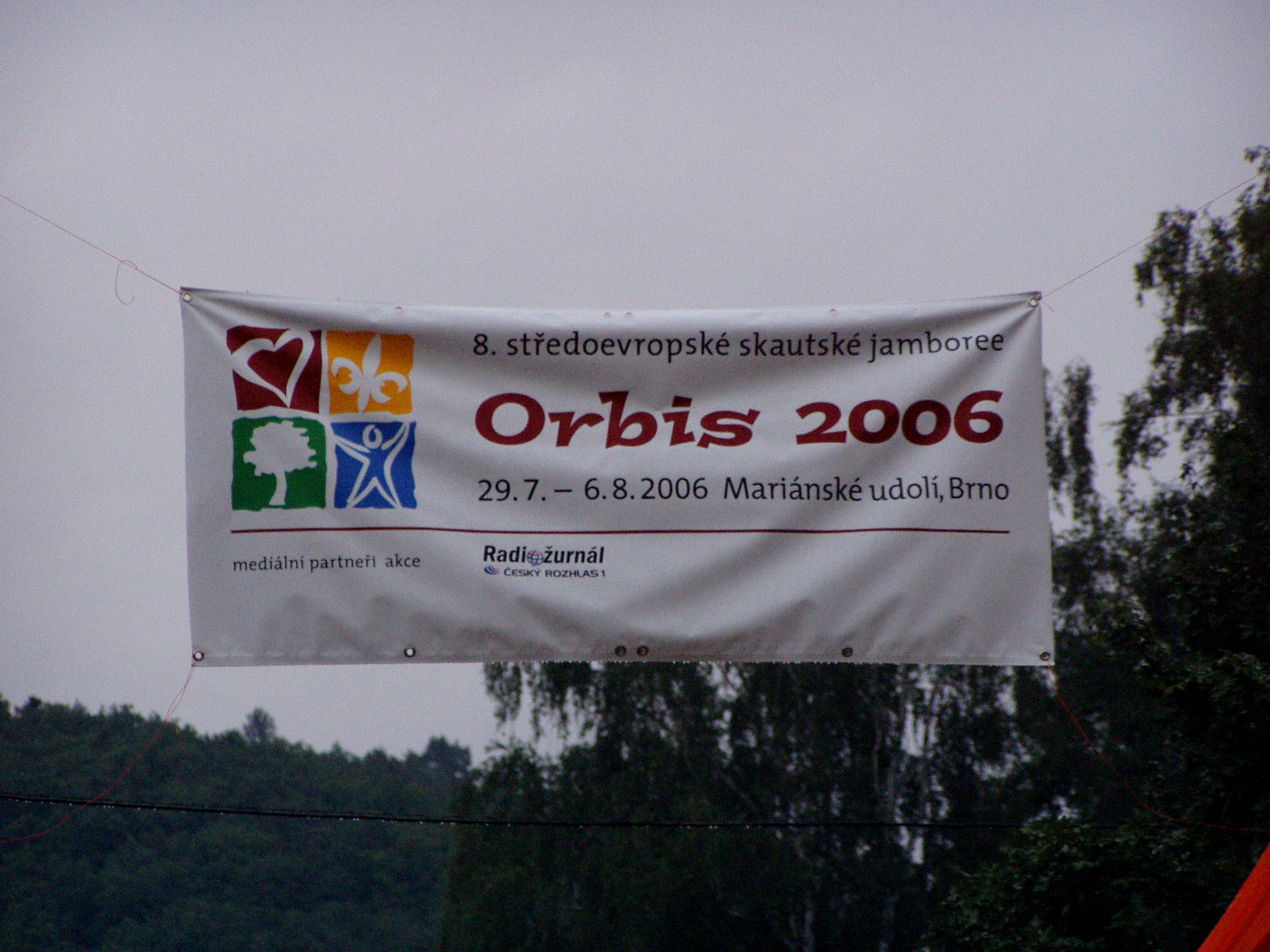
8 Zlot Skautów Europy Środkowej „ORBIS 2006”

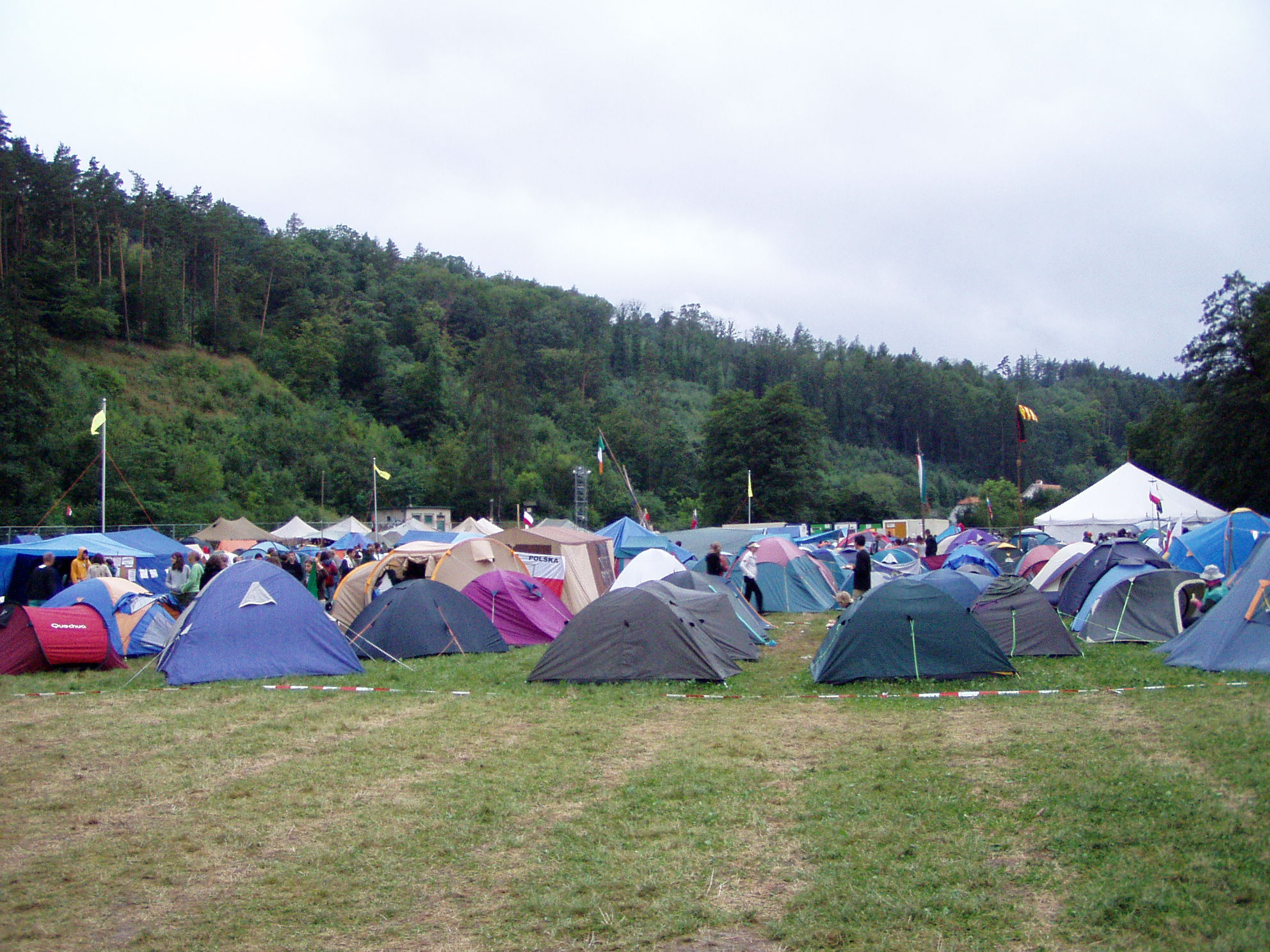
8 Zlot Skautów Europy Środkowej „ORBIS 2006” – miasteczko zlotowe

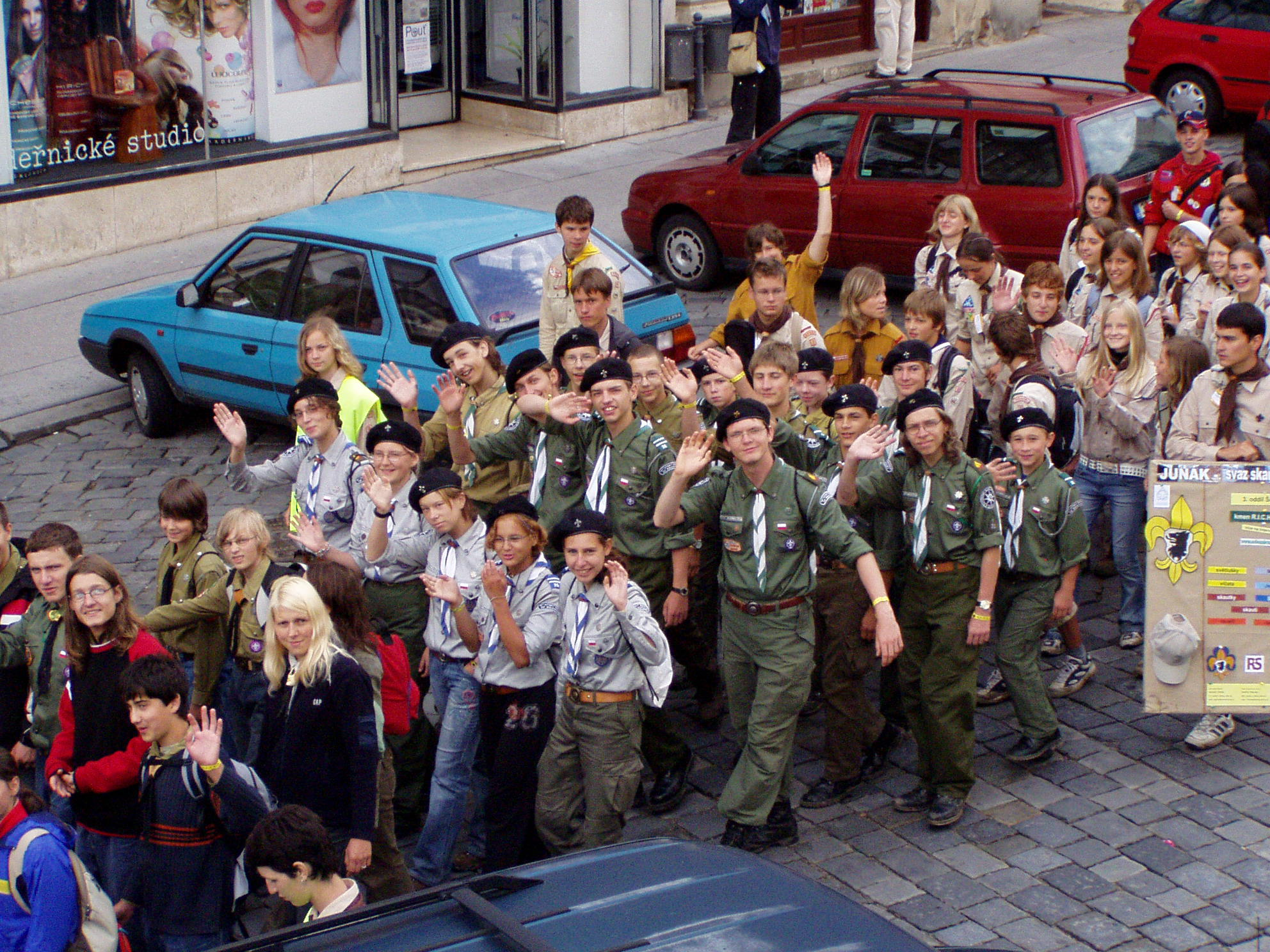
Reprezentacja Harcerskiego Klubu Turystycznego „Azymut” w Swarzędzu na 8 Zlocie Skautów Europy Środkowej „ORBIS 2006”

Zloty Skautów Europy Środkowej (ang. Central European Jamborees) – cykliczne zloty skautowe (harcerskie), organizowane przez organizacje skautowe z Europy Środkowej – Czech, Polski, Słowacji i Węgier – skupione w Światowej Organizacji Ruchu Skautowego WOSM.

## Kolejne Zloty Skautów Europy Środkowej
1. Zlot Skautów Słowiańskich – Praga, Czechosłowacja 1931
2. Jubileuszowy Zlot ZHP – Spała, Polska 1935
3. FENIX – Praga, Czechy 1997
4. EUROCOR – Žarnovica, Słowacja 1998
5. SAN – Sanok, Polska 1999
6. CARPATHIA – Csobánka, Węgry 2001
7. TATRACOR – Tatranská Lomnica, Słowacja 2004
8. ORBIS – Mariánské údolí koło Brna, Czechy 2006
9. SILESIA – Chorzów, Polska 2008
10. CONCORDIA – Budapeszt, Węgry 2010
11. Kráľova Lehota, Słowacja 2012
12. Doksy, Czechy 2014
13. Wrocław, Polska 2016[1]
14. Dunaújváros (Szalki-sziget), Węgry 2018
15. Praga, Czechy 2022[2]
16. miejsce zostanie określone, Słowacja 2024

## 8 Zlot Skautów Europy Środkowej „ORBIS 2006”
Zlot „ORBIS 2006” odbył się w dniach 29 lipca – 6 sierpnia 2006 w Mariánské údolí koło Brna, pod hasłem „Many cultures - one world” (pl. „Wiele kultur – jeden świat”). Organizatorem Zlotu był Związek Czeskich Skautów „Junak”. W Zlocie wzięło udział około 3000 uczestników, m.in. z Czech, Polski, Słowacji, Węgier, Rumunii, krajów byłej Jugosławii. Komendantką reprezentacji ZHP była phm. Agnieszka Pospiszyl.
Program Zlotu był dostosowany do różnego wieku uczestników. Stanowiły go m.in.:
- wycieczki: „myśliwskie” (połączone z pionierką i terenoznawstwem), sportowe (nietypowe zawody i dyscypliny), kulturalne (zwiedzanie zabytków historii i przyrody),
- blok programowy „W atelier” – na zlocie gościli artyści i rzemieślnicy, mający nietypowe zawody – skauci pracowali m.in. w warsztacie ceramicznym i atelier fotograficznym,
- zajęcia ekologiczne – poznawanie ekosystemu najbliższej okolicy, sposoby jego ochrony i eliminacji zagrożeń,
- blok programowy „Otwarte wrota” – promujący postawę tolerancji i braku uprzedzeń jako podstaw skautingu,
- zajęcia na plaży – wszystko, co tylko z plażą może być związane – budowanie łódek, mostów, rzeźb z piasku itd.

## 9 Zlot Skautów Europy Środkowej „SILESIA 2008”
Zlot „SILESIA 2008” odbył się w dniach 1 sierpnia – 10 sierpnia 2008 w Ośrodku Harcerskim na terenie Wojewódzkiego Parku Kultury i Wypoczynku w Chorzowie, w Polsce, pod hasłem „Discover new world” (pl. „Odkryj nowy świat”). Komendantem zlotu była hm. Anna Peterko. W zlocie wzięło udział 1800 skautów z 24 krajów oraz ponad 400 gości. W uroczystości zamknięcia zlotu udział wziął Przewodniczący ZHP hm. Adam Massalski, Naczelnik ZHP hm. Małgorzata Sinica oraz przedstawiciele władz organizacji skautowych z krajów Grupy Wyszehradzkiej.

## 10 Zlot Skautów Europy Środkowej „CONCORDIA 2010”
Zlot „CONCORDIA 2010” odbył się w dniach 2–11 sierpnia 2010 w Budapeszcie na Węgrzech, pod hasłem „Many Hearts, One Beat” (pl. „Wiele serc, jedno uderzenie”).

## 11 Zlot Skautów Europy Środkowej
Zlot odbył się w dniach 11–18 sierpnia 2012 w miejscowości Kráľova Lehota na Słowacji, pod hasłem „Experience Elements” (pl. „Elementy doświadczenia”).

## 12 Zlot Skautów Europy Środkowej
Zlot odbywa się w dniach 3–9 sierpnia 2014 w miejscowości Doksy w Czechach, pod hasłem „Prepared for the future” (pl. „Przygotowani na przyszłość”). 

## 13 Zlot Skautów Europy Środkowej
Zlot odbył się w dniach 4–14 sierpnia 2016 we Wrocławiu, pod hasłem „The art of scouting” (pl. „Sztuka harcerstwa”).

## 14 Zlot Skautów Europy Środkowej
Zlot odbył się w dniach 28 lica do 4 sierpnia 2018 w Dunaújváros (Szalki-sziget), pod hasłem „Scouting on new waves”.